# Жива музика
Жива музика збирка је песама српског песника и рок музичара Владана Миљковића. Овом књигом некадашњи саксофониста и текстописац групе Деца лоших музичара, први пут се представио својим песмама на папиру, без помоћи музике. Јединствена језичка машина коју поседује чини од његове поезије распрскавајући ватромет сачињен од бритког хумора, ироније, асоцијативних ескапада, епиграма, рекламних слогана, хаику реплика и језгровитих рокенрол исказа, пружајући обиље материјала довољно упечатљивог да настави живот и мимо књиге, у свакодневним разговорима, смс порукама, графитима који ће тек бити исписани. Иако долази из другог, музичког универзума, Миљковић добро зна да је поезија облик језика који пропитује сопствене крајности, искошен поглед на свет, плес луцидних асоцијација и слика, што вешто и ненаметљиво показује у својим песмама. Књигом Жива музика он је ушао у српску поезију.

## Аутор о збирци
Људи испред мене се померају. Сви моји страхови скакућу у монитору и нестрпљиво чекају крај концерта. Не престајем да издувавам све што сам понео са собом. Енталпија и ентропија ми намигну. Жива музика, пријатељу.

## Пријем код критике
Збирка је наишла на топао пријем код стручне јавности, која је похвалила њену актуелност, прецизност у изразу и особеност на нашој песничкој сцени.
Новинар Бојан Тончић је написао:
А стихови - збирка песама Жива музика - доспевају пред читалачку публику у издању куће Енклава као сјајни избор утисака, рефлексија, наговештаја, страхова, пресуда, белешки, сећања; као приче о љубави и свакодневици, новом добу инвеститора, спонзора, вредносне конфузије, жена (поменусмо ли их) у различитим расположењима и појавним облицима, присутних, попут извесне “Зухрије средњих година”, или оправдано одсутних, каква је Harrison - Clapton-ова Layla која иште опрост и даје га првом мужу.